# Parotis minor
Parotis minor là một loài bướm đêm trong họ Crambidae.